# 体用

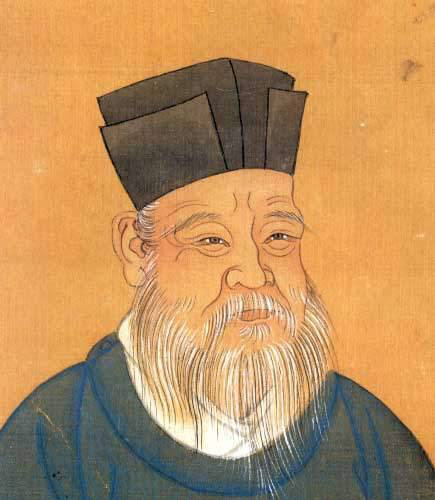
朱熹。「体・用」を論じた代表的人物の一人。

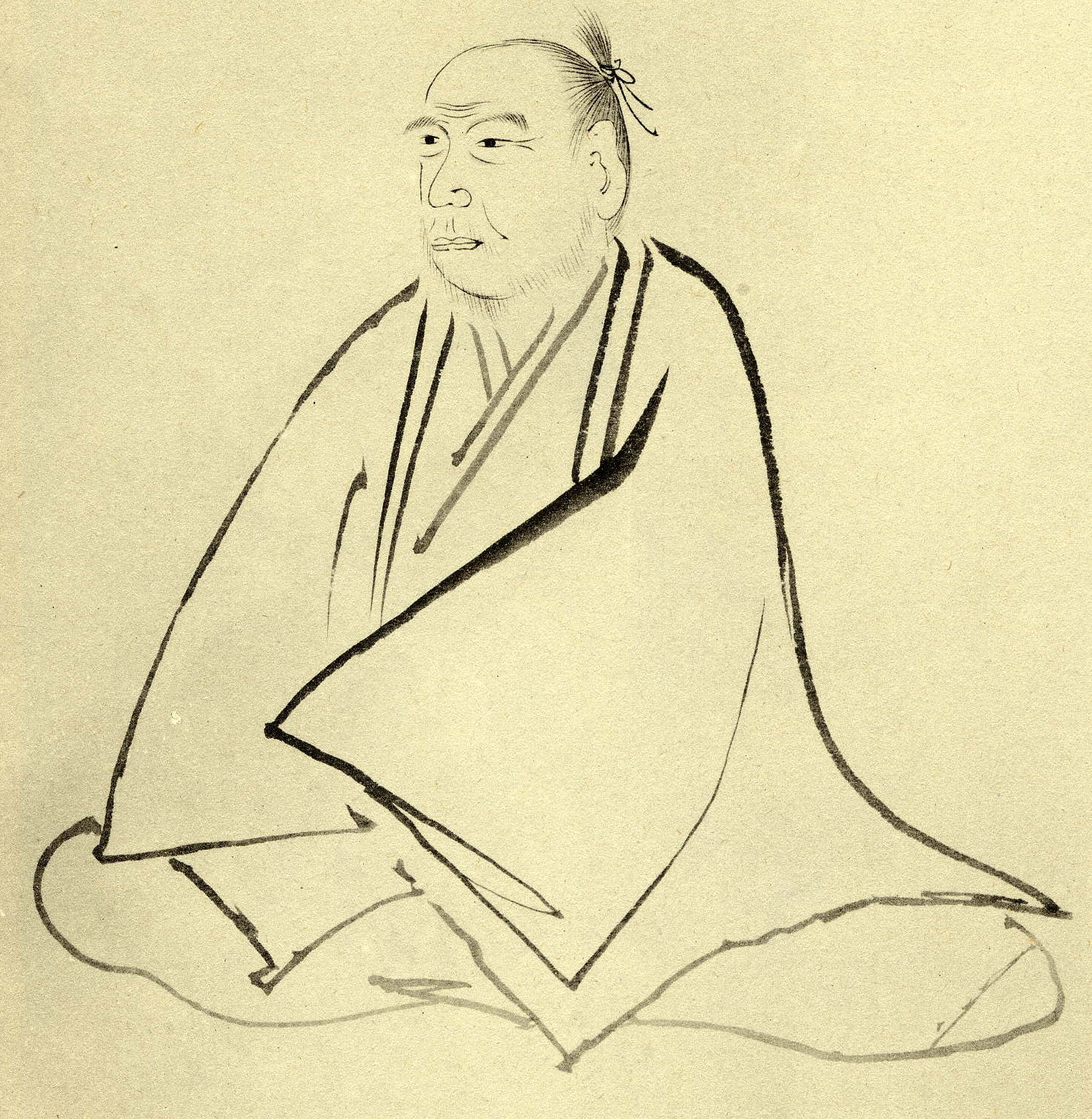
賀茂真淵。「体言・用言」を論じた初期の人物の一人。

体用（たいよう、たいゆう、拼音: tǐ yòng、旧字体：體用、躰用）すなわち「体と用」「体・用」は、中国哲学の対概念。中国仏教・儒教・玄学・文学理論など様々な分野で使われる。清末の「中体西用」や日本語文法の「体言・用言」でも知られる。体用思想、体用論ともいう。「相」（そう、拼音: xiàng）を加えて体相用（たいそうゆう）ともいう。

## 意味
「体・用」は一般に「本体・作用」「実体・現象」などと翻訳されるが、厳密には翻訳不可能かつ説明困難とされる。喩えるなら「水・水面の波」 「花・花の匂い」「刃・刃の鋭利さ」のような関係とされる。両者の相即不離を含意する場合もあれば、両者の区別を含意する場合もある。
「体・相・用」の場合、「相」は「性質」「性能」などと訳される。
「体・用」の類義語に「本・用」「本・末」「本・迹（跡）」などがある。

## 用例史

### 前史
先秦の用例は絶無に等しい。『荀子』富国篇に唯一の用例があるが、意味が後世の用法と異なり類例に過ぎない。同様の例は、後漢末の魏伯陽『周易参同契』、三国魏の嵆康『声無哀楽論』、晋の韓康伯『易繋辞伝注』にもある。
類義語の「本・用」などは、先秦から用例がある。

### 初出から唐代
初出は一般に魏晋南北朝の間とされるが、どの文献かは諸説ある。船山 2019 によれば、広く支持されている説は、南朝斉の劉勰『文心雕龍』徴聖篇、および梁武帝著沈績注『立神明成仏義記』（『弘明集』巻9）の両書を最初期の例とみなす島田虔次の説である。主な異説として、三国魏の王弼『老子道徳経注』を初出とみなすアンヌ・チャンの説や、後秦の僧肇『肇論』を初出とみなす湯用彤の説があるが、いずれも類例に過ぎないとされる。サンスクリット語からの漢訳と推測する竹村牧男の説もあるが、その可能性は低いとされる。『大般涅槃経集解』所引の宝亮（劉勰の一世代上の人物）の学説を初出とする説もあり、船山 2019 はこの説を支持している。
中国仏教の主要な用例として、『大乗起信論』における「体・相・用」の「三大」や、天台智顗『法華玄義』における「名・体・宗・用・教」の「五重玄義」がある。吉蔵は『大乗玄論』の二諦説をはじめ、複数の著作で「体・用」を用いている。
以上のほか、唐代まで類例も含めれば、王弼『周易注』、范縝『神滅論』、法上『十地論義疏』、天台智顗『法華玄義』の仏身説、法蔵『華厳経探玄記』の法界縁起説、『楞伽師資記』所引の神秀の学説、慧思または曇遷『大乗止観法門』、法海『壇経』、『成唯識論』、孔穎達『周易正義』、李鼎祚『周易集解』所引の崔憬『周易探玄』、司空図『二十四詩品』などに用例がある。唐代には制科の「才識兼茂明於体用科」として制度名にも使われている。

### 宋代以降
宋明理学には多くの用例があり、「明体達用」「体用一源」「全体大用」などの学説で知られる。特に胡瑗・邵雍を先駆として、程顥・程頤・張載を経て、朱熹が体系的に用いた。朱熹は「体・用」を「理・気」「形而上・形而下」「道・器」「未発・已発」「中・和」「静・動」「性・情」に対応させた。王陽明は朱熹を批判し「体用一源」を強調した。明末清初の王船山は張載を継いで体用を論じた。
一方、北宋の晁説之は「体・用」を仏教由来の概念とみなし、儒者がこれを用いることを問題視した。明末清初の顧炎武と李二曲の往復書簡でもこの問題が論じられている。
清朝考証学においては、戴震や章炳麟の小学、劉師培の諸子学に用例がある。
清代末期には、張之洞『勧学篇』などで「体・用」が使われ、「中体西用」の由来となった。厳復は「中体西用」の「体・用」の用法を誤用として批判した。
宋代以降では以上のほか、柳宗元『送琛上人南遊序』、魏慶之『詩人玉屑』、王原祁の中国絵画理論、中国医学の「肝、体陰用陽」、楊澄甫『太極拳体用全書』などの用例がある。

### 近現代
新儒家の熊十力は『体用論』で、儒家思想を「体」、民主と科学を「用」とした。同じく新儒家の賀麟や牟宗三も体用論を扱った。
改革開放期には、李沢厚が「中体西用」に倣い「西体中用」を説いた。

## 中国以外の用例
中国哲学が伝播した東アジア諸地域にも用例がある。

### 朝鮮
朝鮮における「体・用」（朝鮮語: 체용、チェ・ヨン）は、元暁・知訥・休静・李退渓・李栗谷ら多くの人物に用例がある。

### 日本
日本では、二条良基『連理秘抄』、木食応其『無言抄』などの連歌論書に広く用例がある。その他、空海『即身成仏義』、親鸞『教行信証』、世阿弥『至花道』、宋明理学関係の儒学書、武道の礼法書、花道書、和算書などに用例がある。鈴木大拙も体用論を扱った。
日本語学の「体言・用言」は、賀茂真淵・契沖ら江戸時代の国学者によって形成され、山田孝雄ら近代の学者に継承された。山田孝雄は「体言・用言」の由来について、宋学や『詩人玉屑』の「体・用」が連歌論を経て日本語学に伝わったものと推定した。
『日葡辞書』は「taiyô」に「substancia & accidente」（実体・付帯性）という西洋哲学用語をあてている。